# 苏禹
苏禹（1993年7月7日—），出生于安徽省蚌埠市，中华人民共和国当代科幻作家，自2012年代中期开始创作，2016年在互联网上正式发布科幻小说《新世》。

## 作品
- 《新世》[1]